# エヴリシング (クライミー・フィッシャーのアルバム)
『エヴリシング』（Everything）は、イギリスのポップデュオ、クライミー・フィッシャーのデビュー・アルバム。1987年発売。全英14位を記録し、南アフリカでは1位を記録した。2009年にデジタルリマスターされ、ボーナス・トラックが追加されたデラックス版として再発。

## 収録曲
（#1-4, #6, #11） - クライミー、フィッシャー、デニス・モーガンによる作曲

（#5, #7-10） - クライミー、フィッシャーによる作曲
1. ラヴ・チェンジズ - "Love Changes (Everything)" - 4:36
2. ぼくからのラヴ・ソング - "Rise to the Occasion" - 4:47
3. アイ・ウォント・ブリード・フォー・ユー - "I Won't Bleed For You" - 4:18
4. ルーム・トゥ・ムーヴ - "Room to Move" - 4:29
5. 瞬間（とき）よ いかないで - "Precious Moments" - 3:53
6. THIS IS ME - "This Is Me" - 3:49
7. チャンスを逃すな - "Never Let a Chance Go By" - 4:31
8. バイト・ザ・ハンド - "Bite the Hand That Feeds" - 4:15
9. ブレイク・ザ・サイレンス - "Break the Silence" - 4:29
10. ミステリー・アライヴ - "Keeping The Mystery Alive" - 4:05
11. "Rise to the Occasion (hip hop mix)" - 4:16 ※海外版のみ収録、イギリス版は6曲目

### 2009年デラックス版
1. Love Changes (Everything) - 4:30
2. Rise to the Occasion - 4:48
3. I Won't Bleed for You - 4:23
4. Room to Move - 4:29
5. Precious Moments - 3:52
6. Rise to The Occasion (hip hop mix) - 4:16
7. This Is Me - 3:55
8. Never Let a Chance Go By - 4:32
9. Bite the Hand That Feeds - 4:29
10. Break the Silence - 4:18
11. Keeping the Mystery Alive - 4:03
12. Mental Block - 4:51
13. Never Close the Show - 4:05
14. Far Across the Water - 4:24
15. Nothing But a Feeling - 3:35
16. Climbing Up the Ladder - 4:04
17. Love Like a River (dance mix) - 6:09
18. Haunted House - 4:37

## 参加ミュージシャン
- サイモン・クライミー - ボーカル
- ロブ・フィッシャー - キーボード

### その他ミュージシャン
- ニール・テイラー - ギター
- ピノ・パラディーノ（#6, #7）、ジョン・リード（#8, #9） - ベース
- デヴィッド・パーマー（#6, #7）、スティーヴ・フェローン（#8, #9）、メル・ゲイナー（#10） - ドラムス
- コーラル・ゴードン、ソウルタナズ、ビュー・フロム・ザ・ヒル、カースティ・マッコール - コーラス